# Metalografia

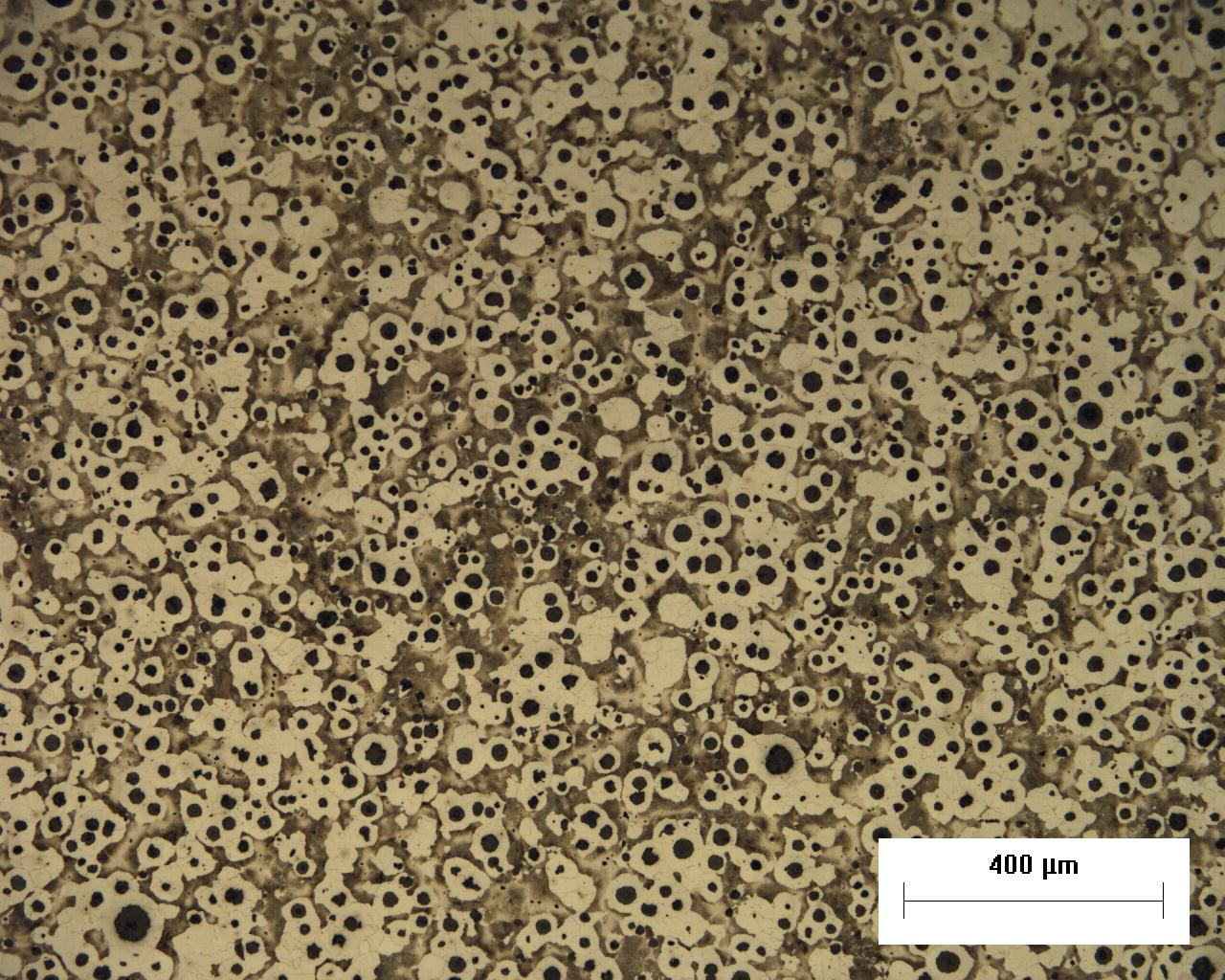
Micrografia óptica de ferro fundido nodular polido e atacado. Atacado em 3% Nital. 100X. Região clara: ferrita. Região marrom escura: perlita. Nódulos escuros: grafita.

Metalografia fazendo parte da Ciência dos materiais, é o estudo da morfologia e estrutura dos metais. A metalografia é uma área da materialografia que além do estudo dos materiais metálicos, compreende a plastografia (materiais plásticos ou poliméricos) e a ceramografia(materiais cerâmicos).
Para a realização da análise, o plano de interesse da amostra é cortado, lixado, polido e atacada com reagente químico, de modo a revelar as interfaces entre os diferentes constituintes que compõe o metal.
Quanto ao tipo de observação, está subdividida, basicamente em duas classes:
- Microscopia,  analise feita em um microscópio com aumentos que normalmente são 50X, 100X, 200X, 500X, 1000X, 1500X e 2500X.

Este tipo de análise é realizada em microscópios específicos, conhecidos como "microscópios metalográficos" ou "microscópios metalúrgicos".
Este tipo de microscópio possui baixo campo focal,  permitindo apenas a observação de superfícies perfeitamente planas e polidas. Em razão disto, a preparação metalográfica tem grande importância na qualidade de uma análise. Estes microscópios, em geral, possuem sistemas de fotografia integrados, que permitem o registro das análises realizadas. 
- Macroscopia, análise feita a olho nu, lupa ou com utilização de microscópios estéreos (que favorecem a profundidade de foco e dão, portanto, visão tridimensional da área observada) com aumentos que podem variar de 5x a 64X.

Através das análises macrográficas e das análises micrográficas é possível a determinação de diversas características do material, inclusive a determinação das causas de fraturas, desgastes prematuros e outros tipos de falhas.

## Etapas da preparação da amostra
- Corte : a amostra a ser analisada deve ser cortada de forma a não sofrer alterações pelo método de corte. Usa-se o método a frio, em geral serras, para o corte primário, ou seja, para se separar a porção aproximada que será analisada. Na sequencia, usa-se um equipamento denominado "Cut-Off" que faz um corte mais preciso, utilizando-se de um fino disco abrasivo e farta refrigeração, a fim de não provocar alterações por calor na amostra.[1]

- Embutimento metalográfico: o processo de embutimento metalográfico pode ser dividido em dois grupos, embutimento a quente no qual é utilizado baquelite e uma embutidora metalográfica e o embutimento a frio que são utilizados dois produtos resina e catalisador, ambos os métodos visam obter a amostra embutida para conseguir um bom resultado na preparação metalográfica.

- Lixamento: são utilizadas lixas do tipo "Lixa d'água", fixadas em discos rotativos.

Normalmente inicia-se o lixamento com a lixa de granulometria 220, seguida pelas lixas 320, 400 e 600. Em alguns casos usa-se lixas mais finas que a lixa 600, chegando-se a 1000 ou 1200.
Todo o processo de lixamento é feito sob refrigeração com água.
- Polimento: a etapa do polimento é executada em geral com panos especiais, colados à pratos giratórios, sobre os quais são depositadas pequenas quantidades de abrasivos. Estes abrasivos variam em função do tipo de metal que está sendo preparado. Os mais comuns são, o óxido de alumínio (alumina) e a pasta de diamante.

Durante o polimento a amostra também é refrigerada, com a utilização de álcool ou agentes refrigerantes específicos.
- Ataque químico: há uma enorme variedade de ataques químicos para diferentes tipos de metais e situações. Em geral, o ataque é feito por imersão da amostra, durante um período de aproximadamente 20 segundos, assim a microestrutura é revelada. Um dos reagentes mais usados é o NITAL, (ácido nítrico e álcool), que funciona para a grande maioria dos metais ferrosos.
- Ataque térmico: utiliza-se de tratamento térmico similar com temperaturas inferiores a temperatura de sinterização no qual o material foi submetido, revelando também a microestrutura da cerâmica.

Para mais detalhes, há a norma ASTM E3-11, que dispõe sobre as corretas técnicas de Metalografia.

## Metalografia qualitativa
Consiste apenas em observar a microestrutura, determinando-se quais são os microconstituintes que a compõe.
Os microconstituintes variam de acordo com o tipo de liga analisada e de acordo com os tratamentos térmicos, tratamentos mecânicos, processos de fabricação e outros processos a que o material haja sido submetido.
Para os aços, os principais constituintes são :
- ferrita: composta por ferro e baixíssimo teor de carbono;
- perlita: composta por ferro e cerca de 0,8% de carbono;
- martensita: resultante de tratamentos térmicos de têmpera;
- austenita: constituinte básico dos aços inoxidáveis (austeníticos ou austeno-ferríticos)

## Metalografia quantitativa
O objetivo da metalografia quantitativa é determinar o tamanho médio dos grãos,  a porcentagem de cada fase constituinte do material, a forma e o tipo de inclusões não metálicas, a forma e o tipo da grafite, no caso de ferros fundidos e outros dados específicos de cada liga.
Com estes dados, é possível identificar uma liga, prever o comportamento mecânico e o método como o material foi processado.
Este tipo de análise pode ser feito através da observação direta da amostra, utilizando uma ocular padronizada, ou de forma experimental, através do Método Planimérico de Jeffries e do Método dos Interceptos de Heyn.
Os métodos experimentais podem ser utilizados de forma manual e de forma automatizada, através de um sistema computadorizado de análise de imagens. Relevo

## Bibliográfica
1. Hubertus Colpaert, André Luiz V. da Costa e Silva,  Metalografia dos Produtos Siderúrgicos Comuns - 4ª Edição Revista e Atualizada , ISBN  9-788-521-204-497
2. COLPAERT. Hubertus. Metalografia dos produtos comuns. 4. ed. revista e atualizada por COSTA E SILVA, André Luiz V. São Paulo: Editora Blucher, 2008.